# 国際興業バスさいたま東営業所

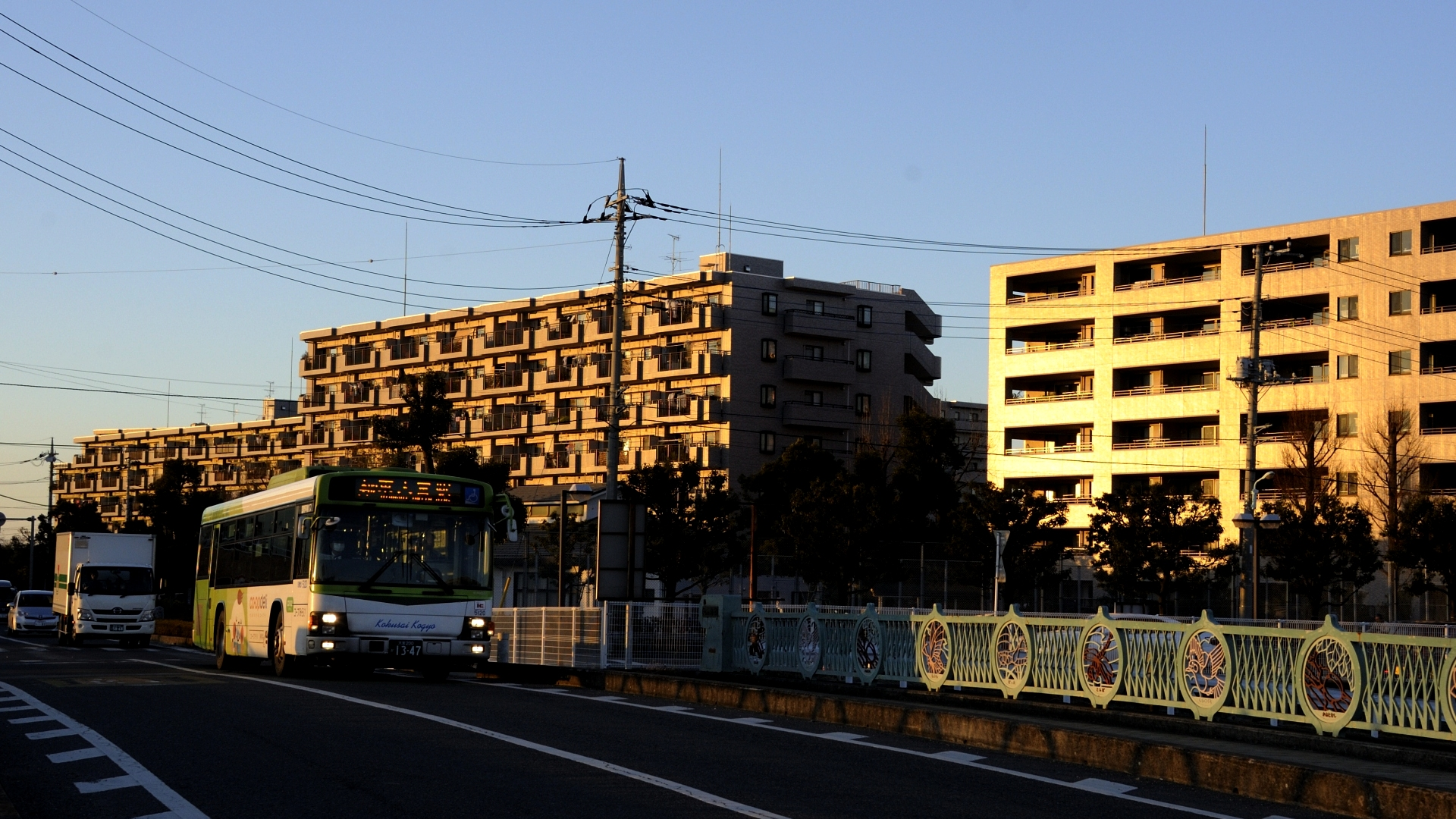
夕焼けのアーバンみらい付近を行く東大02 (5120)

国際興業バスさいたま東営業所（こくさいこうぎょうバスさいたまひがしえいぎょうしょ）は、埼玉県さいたま市緑区大字上野田に位置する、国際興業バスの営業所である。浦和駅東口・大宮駅東口をターミナルとした広範囲なエリアを所管し、さいたま市・川口市に路線を持つ。
敷地は国際興業の営業所の中でもかなり広く、他の営業所による除籍車両の一時的な留置や国際興業主催のイベント「国際興業バスまつり」（2004年以降）は当営業所で行われている。

## 沿革
- 2000年10月16日：当時の浦和営業所（現・さいたま市浦和区本太）と大宮営業所（現・さいたま市大宮区堀の内町）を統廃合、現在地に移転して開設。
- 2001年3月28日：埼玉高速鉄道線開通に伴い、浦和美園駅発着路線を新設。
- 2003年4月1日：ダイヤ改正、さいたま市の政令指定都市移行により、多くの路線で再編や停留所名変更などを実施[1]。
- 2004年1月18日：国際興業バスまつり2004開催。
- 2005年10月10日：国際興業バスまつり2005開催。
- 2006年
  - 4月21日：ダイヤ改正、イオン浦和美園ショッピングセンター開店により一部路線で経路変更を実施[1]。岩槻駅発着路線を鳩ヶ谷から移管される[1]。
  - 11月5日：国際興業バスまつり2006開催。
- 2007年
  - 4月9日：ダイヤ改正、土休日の浦和駅方向のみイオン構内乗り入れを廃止[1]。
  - 6月28日：PASMO取扱い開始。
  - 12月2日：国際興業バスまつり2007開催。
- 2008年
  - 3月30日：ダイヤ改正、新道開通で越谷街道方面の路線を全て浦和駅東口発着に変更[1]。
  - 11月30日：国際興業バスまつり2008開催。
- 2009年11月29日：国際興業バスまつり2009開催。
- 2010年11月28日：国際興業バスまつり2010開催。
- 2011年11月27日：国際興業バスまつり2011開催。
- 2012年11月25日：国際興業バスまつり2012開催。
- 2013年
  - 9月20日：ダイヤ改正、北浦50をさいたま新都心駅まで延伸し、岩槻駅 - 浦和美園駅間で快速バス（岩101）を新設[1]。
  - 11月1日：ダイヤ改正、浦和美園駅西口ロータリー完成に伴い、一部路線の乗り入れを開始[1]。
- 2013年12月1日：国際興業バスまつり2013開催。
- 2014年11月30日：国際興業バスまつり2014開催。
- 2015年12月13日：国際興業バスまつり2015開催。
- 2016年12月11日：国際興業バスまつり2016開催。
- 2017年12月17日：国際興業バスまつり2017開催[2]。
- 2018年12月16日：国際興業バスまつり2018開催[3]。
- 2019年12月15日：国際興業バスまつり2019開催[4]。
- 2020年12月13日：国際興業バスまつり2020中止[5]。
- 2021年12月12日：国際興業バスまつり2021中止[6]。なお、国際興業バスまつりはその後2023年以降から、飯能市に会場を移動。開催時期も秋開催から春開催「2月末開催」に移行して現在に至る。

## 現行路線

### 浦和駅東口 - 浅間下 - 東川口駅北口・浦和美園駅線
- 浦01：浦和駅東口 - 原山 - 花月 - 尾間木 - 大崎園芸植物園 - 大門坂下公園 - 東川口駅北口
- 浦02：浦和駅東口 - 原山 - 花月 - 尾間木 - 大崎園芸植物園 - イオン浦和美園ショッピングセンター - 浦和美園駅（平日運行、土曜・休日は浦和美園駅方向のみ運行）
- 浦02S：浦和美園駅 → 大崎園芸植物園 → 尾間木 → 花月 → 原山 → 浦和駅東口（イオン浦和美園ショッピングセンター非経由、土曜・休日運行）
- 浦03：浦和駅東口 - 原山 - 花月 - 尾間木 - 大崎園芸植物園（平日朝運行）
- 浦06：浦和駅東口 - 原山 - 花月 - 緑区役所入口（平日朝運行）
- 東川80：浅間下 → 大崎園芸植物園 → 大門坂下公園 → 東川口駅北口（始発のみ）

浦和駅から越谷街道を経由し、東川口駅・浦和美園駅方面へ向かう。浦01・浦02が主軸で、浦03・浦06は平日朝のみ運行の折返し路線である。このうち、浦03の降車および車両転回は大崎園芸植物園に併設された大崎クリーンセンターの敷地内で行われ、浦06の始発便の乗車は越谷街道上の緑区役所入口バス停とは別に、越谷街道と並行している裏道上（緑区役所庁舎北側の側道上）に始発の専用停留所が設置されている。日中は、浦01が1時間に2本、浦02または浦02Sが1時間に1本の運行となっている。後述の浦09と合わせて日中の浦和駅東口 - 浅間下間は1時間に7本程度、念仏橋 - 大門小学校入口間は1時間に3本の運行が確保されている。
2006年4月21日、浦和美園駅南側にイオン浦和美園ショッピングセンター（現：イオンモール浦和美園）が開店したことで、大門 - 浦和美園駅間においてイオン経由へ経路変更が実施された。しかし、イオンは自家用車での来店者が多く、土曜・休日を中心に混雑による渋滞によって遅延が発生することから、2007年4月9日のダイヤ改正で土曜・休日に限り、浦和駅方面はイオン構内へ乗り入れないように経路変更を行った。現在、土曜・休日のみ運行されるイオン非経由便は、公式ホームページの時刻表では「浦02S」と表記されている。
2008年3月30日の浦和駅東口での新道開通に伴い、越谷街道方面の路線はすべて浦和駅東口発着に変更された。2013年11月1日のダイヤ改正で旧・浦02と浦02-3が廃止され、浦02-2は枝番が外れて新しい浦02となった。

### 浦和駅東口 - イーストシティ - 東浦和駅 - 馬場折返場線
- 浦04：浦和駅東口 - 大谷口県営住宅 - 明花 - イーストシティ - 東浦和駅
- 浦04-2：浦和駅東口 - 大谷口県営住宅 - 明花 - イーストシティ - 東浦和駅 - 尾間木 - 芝原 - 松ノ木東公園 - 馬場折返場
- 浦04-2H：浦和駅東口 - 大谷口県営住宅 - 明花 - イーストシティ - 東浦和駅 - 尾間木 - 芝原 - 松ノ木東公園 - 馬場折返場 - 市立病院
- 浦04-3：浦和駅東口 - 大谷口県営住宅 - 明花 - イーストシティ - 東浦和駅 - 尾間木 - 芝原 - 松ノ木東公園 - 浦和学院高校入口 - 浦和東高校入口 - さいたま東営業所
- 浦05：浦和駅東口 - 大谷口県営住宅 - 明花
- 東浦01：東浦和駅 - 尾間木 - 芝原 - 松ノ木東公園 - 馬場折返場
- 東浦01H：東浦和駅 - 尾間木 - 芝原 - 松ノ木東公園 - 馬場折返場 - 市立病院
- 東浦02：東浦和駅 - 尾間木 - 芝原 - 松ノ木東公園 - 浦和学院高校入口 - 浦和東高校（平日朝夕運行）
- 東浦81：東浦和駅 - 尾間木 - 芝原 - 松ノ木東公園 - 浦和学院高校入口 - 浦和東高校入口 - さいたま東営業所

浦和駅東口から日の出通り経由で東浦和駅へ向かう路線で、一部はさらに先の芝原・馬場方面へ向かう。沿線に団地が多く所在するため、メインである浦和駅東口 - 東浦和駅間は1時間に5 - 9本と多く設定されている。また、東浦和駅から先も馬場折返場行きが1時間に3 - 4本、さいたま東営業所までも1時間に1 - 4本設定されており、便利な路線である。そのため、沿線である芝原・宮本地区でもかなりの本数が確保されているが、宮本地区の場合は浦和駅方向の本数が朝時間帯において6時台を除き少ない。
東浦和駅行きの浦04が1時間に3本程度、東浦和駅経由馬場折返場行きの浦04-2（市立病院まで向かう浦04-2Hを含む）が1時間に2本程度、東浦和駅経由さいたま東営業所行きの浦04-3は時間帯により運行されたりされなかったりする。東浦01・東浦01H、東浦02、東浦81は1時間に2本程度の運行であり、朝夕になると本数が増える。
2012年10月10日より、浦和駅周辺の交通規制の変更によって浦和駅西口発着から浦和駅東口（東口通り）発着へ変更され、2015年1月16日より、浦和駅東口ロータリーの全面完成に伴い、そちらの発着に変更された。
2017年9月16日より、馬場折返場発着の一部便を延長する形でさいたま市立病院に乗り入れる浦04-2H・東浦01Hが新設された。
東浦01は、かつて鳩ヶ谷担当便も存在していたが、2010年3月15日よりさいたま東単独での運行となっている。

### 浦和駅東口 - 市立病院 - 南台線
- 浦08：浦和駅東口 - 駒場運動公園入口 - 浦和パークハイツ - JA埼玉三室前 - 市立病院 - 南台
- 浦08-2：浦和駅東口 - 駒場運動公園入口 - 浦和パークハイツ - JA埼玉三室前 - 市立病院 - 南台 - 上山 - 染谷新道 - 野田宝永 - さいたま東営業所

浦和駅東口からバイパス・市立病院経由で南台方面へ向かう。市立病院停留所が病院玄関前に位置していることから長時間停車させることが出来ず、折返しは一つ先の南台で行っている。浦08がバイパスを経由するようになったのは埼京線開業による再編が行われた1985年10月1日で、さいたま東営業所開設によって浦08-2が新設された。この浦08-2新設によって、大03再編時（前述）に路線が消滅した南台 - 上山間でバス路線が復活した。
2007年1月16日に道祖土入口から国道463号バイパス・新見沼大橋を経由して浦和美園駅へ向かう美01が新設、これによって浦08・美01が約30分間隔で運行するようになり（駒場運動公園入口 - 不動谷は15分間隔）、利便性が向上した。2008年3月30日の浦和駅東口での新道開通に伴い、越谷街道方面の路線はすべて浦和駅東口発着に変更された。

### 浦和駅東口 - 浅間下 - 東浦和駅線
- 浦09：浦和駅東口 - 原山 - 花月 - 尾間木 - 明の星学園 - 東浦和駅
- 浦90：浦和駅東口 - 原山 - 花月 - 尾間木 - 芝原 - 朝日坂上 - 浦和学院高校入口 - 浦和東高校入口 - さいたま東営業所（朝・深夜運行）
- 東浦80：原山 → 花月 → 尾間木 → 明の星学園 → 東浦和駅（早朝のみ）
- 東浦80-2：東浦和駅 → 明の星学園 → 尾間木 → 花月（土曜・休日の夜間運行）

浦和駅から越谷街道を経由し、尾間木から東浦和駅方面へ向かう。浦09が主軸で、それ以外はすべて朝夕のみ運行の出入庫路線である。2008年3月30日の浦和駅東口での新道開通に伴い、越谷街道方面の路線は全て浦和駅東口発着に変更された。日中は1時間に4本程度の運行。

### 浦和駅東口 - バイパス - 浦和美園駅西口線
- 美01：浦和駅東口 - 駒場運動公園入口 - 浦和パークハイツ - 中尾陸橋 - バイパス大崎 - 浦和大学 - 浦和美園駅西口
- 浦91：浦和駅東口 - 駒場運動公園入口 - 浦和パークハイツ - 中尾陸橋 - 松ノ木東公園 - 浦和学院高校入口 - 浦和東高校入口 - さいたま東営業所（早朝・夜間運行）

2007年1月16日に新設された、浦和駅東口から新見沼大橋経由で浦和美園駅方面へ向かう路線で、新見沼大橋有料道路を走行する。かつては浦和美園駅（東口）発着であったが、2013年11月1日に浦和美園駅西口ロータリーが完成したことに伴い、浦和美園駅西口発着へ変更された。

### 大宮駅東口 - 日大前 - 浦和美園駅西口・浦和学院高校・浦和東高校線
- 大01：大宮駅東口 - 氷川参道 - 堀の内橋 - 日大前 - 片柳支所 - 上山 - 染谷新道 - 野田宝永 - 浦和大学入口 - 浦和美園駅西口
- 大02：大宮駅東口 - 氷川参道 - 堀の内橋 - 日大前 - 片柳支所 - 上山 - 染谷新道 - 野田宝永 - 浦和学院高校
- 大02-2：大宮駅東口 - 氷川参道 - 自治医大医療センター入口 - 日大前 - 片柳支所 - 上山 - 染谷新道 - 野田宝永 - 浦和学院高校（平日・土曜運行）
- 大02-3：大宮駅東口 - 氷川参道 - 堀の内橋 - 日大前 - 片柳支所 - 上山 - 染谷新道 - 野田宝永 - 浦和東高校（平日運行）
- 大02-4：大宮駅東口 → 浦和東高校（直行、平日朝1便のみ）
- 大81：大宮駅東口 - 氷川参道 - 堀の内橋 - 日大前 - 片柳支所 - 上山 - 染谷新道 - 野田宝永 - さいたま東営業所
- 美80：浦和美園駅西口 - 浦和大学入口 - 浦和学院高校入口 - 浦和東高校入口 - さぎ山記念公園 - さいたま東営業所（早朝・夜間運行）

大宮駅東口から日本大学（大宮グラウンド）と浦和美園駅周辺に位置する高校・大学を経由する路線で、大宮駅東口発着として主力の路線である。大01は、大宮営業所時代には東川02の出入庫便として朝夕のみしか運行しなかった東川口駅北口発着であったが、大宮営業所と同時に廃止された。その後、埼玉高速鉄道線の開通に合わせ浦和美園駅（東口）発着として系統復活（事実上の短縮）のうえ毎時1便へ拡大された。大02も、以前は中野田引返場（現在は廃止）までの運行であったが、出入庫の兼ね合いで浦和学院高校までの運行へ変化した。大01と美80は、2013年11月1日に浦和美園駅西口ロータリーが完成したことに伴い、浦和美園駅西口発着へ変更された。
大02-2は、南堀の内 - 南中野間で埼玉県道214号新方須賀さいたま線から外れて新道経由で運行する。新道を経由する路線としては他に大04-2（後述）があり、こちらは自治医大医療センターへ立ち寄るが、大02-2は立ち寄らない。朝・夕のラッシュ時のみ運行となり、日祭日は運休する。大81と美80は、いずれもさいたま東営業所開設と同時に新設された出入庫系統だが、両者とも時間帯による偏りが少ない。大81は大02の実質的な区間便となっており、大02の代わりに大81が運行される時間帯も多い。日中時間帯は大02または大81が毎時2本程度設定され、大01と合わせて野田宝永以西では毎時3本程度の運行となっている。
大81は、平日深夜に大宮駅東口25時発の深夜バスを運行していたが、2013年11月1日のダイヤ改正より休日にも新設された。

### 大宮駅東口 - 日大前 - 染谷折返場線
- 大03：大宮駅東口 - 氷川参道 - 堀の内橋 - 日大前 - 片柳支所 - 上山 - 染谷新道 - 染谷折返場（平日朝夕運行）

以前は浦08と同じ南台行き（市立病院での折り返しが不可能であったため、浦08が一つ先の南台で折り返していたところへ大03が乗り入れた形）だったものが、1990年代のダイヤ改正で現行の形に変更された。しかし乗客が定着せず、2013年9月時点では平日朝夕のみの運行まで減便された。染谷折返場は、かつてはその名のとおり折返し可能なスペースが設けられていたが、現在はなくなっている。なお、染谷折返場到着後はすべて回送になる。

### 大宮駅東口 - 日大前 - 大谷県営住宅・東部リサイクルセンター線
- 大04：大宮駅東口 - 氷川参道 - 堀の内橋 - 日大前 - 片柳支所 - 御蔵白岡 - 大谷 - 大谷県営住宅
- 大04-2：大宮駅東口 - 氷川参道 - 自治医大医療センター - 日大前 - 片柳支所 - 御蔵白岡 - 大谷 - 大谷県営住宅
- 大04-3：大宮駅東口 - 氷川参道 - 堀の内橋 - 日大前 - 片柳支所 - 御蔵白岡 - 大谷 - 膝子 - 大宮東高校 - 東部リサイクルセンター（平日朝夕運行）

大宮駅東口から埼玉県道214号新方須賀さいたま線を経由し、片柳支所を出発後に北へ折れて大谷方面へ向かう。主力は大04で、平日と土曜には大谷県営住宅行き深夜バスを運行している。大04-2は、大02-2と同様に南堀の内 - 南中野で新道を経由するが、大02-2と異なり自治医大医療センターに一度立ち寄る。そのためか、朝と平日日中の大谷県営住宅方面と、平日朝と夕方に大宮駅方面が運行される点が特徴である。大04・大04-2の2系統合わせて、1時間に3本程度運行されている。
大04-3は大谷から大谷県営住宅へ向かわず、膝子・大宮東高校を経由して東部リサイクルセンターへ向かう路線で、大宮東高校への通学路線であるためか設定本数は少なく、平日朝夕のみの運行である。

### 日大前始発 - 大宮駅東口線
- 大05：日大前 → 堀の内橋 → 氷川参道 → 大宮駅東口（平日運行）

沿線にある日本大学（大宮グラウンド）から大宮駅東口に向かう路線。かつては大宮駅東口から日大前へ向かう便も運行され、キャンパス正門まで向かっていたが、現在運行している大宮駅東口発着の多くが日大前を経由することから本数が減らされ、その分は大10へ振り替えられている（事実上の路線延伸）。2014年3月16日のダイヤ改正で大宮駅東口発の便が設定されなくなり、平日の朝時間帯に日大前発が数本運転されるのみになった。

### 大宮駅東口 - 天沼町直行・堀の内橋始発線
- 大08：大宮駅東口 → 天沼町（直行、平日・土曜運行）
- 大08-2：堀の内橋 → 南堀の内 → 氷川参道 → 大宮駅東口（平日運行）

大08は、大宮駅東口から沿線にある大宮開成中学・高等学校へ向かう路線。同校のスクールバスのような意味合いから平日と土曜の朝の大宮駅東口発のみの運行で、終点の天沼町は大宮開成中学・高等学校正門ロータリーとなっている（一般客も乗車可能だが、実質スクールバスとなっている）。行先表示器には「直行 天沼町 大宮開成」と表示される。学校の定期試験・入学試験期間中は、大宮開成中学・高等学校発大宮駅東口行きの直行バスを大08として運行しているが、始発停留所が学校敷地内のため、一般客の乗車はできない（学校側がチャーターする形態で運行しているため）。なお、運賃の収受は他路線と同様に行う。
大08-2は、2022年頃に新設された。大08として天沼町に到着した車両の一部を大宮駅東口方面へ回送で折り返し、1つ先の堀の内橋から客扱いを行うもので、平日朝に3本のみが設定されている。

### 大宮駅東口 - 日大前 - 東新井団地線
- 大10：大宮駅東口 - 氷川参道 - 堀の内橋 - 日大前 - 団地南 - 東新井団地

大宮駅東口から埼玉県道214号新方須賀さいたま線を経由し、日大前で折れて南に位置する東新井団地へ向かう。大宮駅東口発着路線では最主力路線で、大05（前述）を一部振り替えるなどして本数が増えた。東新井団地内では、団地北部から外周道路を時計回りに4分の3ほど回る経路となっており、団地西側にある国際興業バス専用の折返場で折り返す。また、東新井団地へは東武バスウエスト岩槻営業所がさいたま新都心駅・北浦和駅から路線を運行しているが、これらは当路線の「団地南」停留所と同じ位置にある「東新井団地」停留所（折返場）で折り返す。

### 大宮駅東口 - 自治医大医療センター線
- 大11：大宮駅東口 - 氷川参道 - 南堀の内 - 天沼中央通り - 自治医大医療センター

大宮駅から埼玉県道214号新方須賀さいたま線と新道経由で自治医大医療センターへ向かう短距離路線で、平日・土曜は朝ラッシュ時から夕方までの運行だが、日曜・祭日は午前便が一切設定されていない。大宮駅東口では、病院へのアクセス路線として、他の路線と異なる駅前ロータリー内の4番乗り場から発車する。

### 大宮駅東口 - 中川循環線
- 大12：大宮駅東口 → 氷川参道 → 堀の内橋 → 大正坂 → 円蔵院下 → 西浦 → 中川天神 → 堀の内橋 → 氷川参道 → 大宮駅東口（中川循環）
- 大12-2：大正坂 → 円蔵院下 → 西浦 → 中川天神 → 堀の内橋 → 氷川参道 → 大宮駅東口（早朝運行）
- 大12-3：大宮駅東口 → 氷川参道 → 堀の内橋 → 大正坂 → 円蔵院下 → 西浦（夜間運行）

大宮駅東口から芝川新橋の先で南へ折れ、中川地区を中川分水通り・埼玉県道1号さいたま川口線（第二産業道路）経由で半時計回りに循環運行して、再び芝川新橋を通って大宮駅東口へ戻る路線。大12-2・12-3は出入庫路線で、大宮営業所時代は起終点がともに芝川新橋であったが、さいたま東営業所の開設に伴い現在の起終点に変更された。運行本数はおおむね30分間隔。

### 大宮駅東口 - 導守循環線
- 大15：大宮駅東口 → 氷川参道 → 大宮サッカー場前 → 寿能住宅 → 導守 → 高井 → 西中野 → 堀の内橋 → 氷川参道 → 大宮駅東口（導守循環〈寿能先回り〉、朝運行）
- 大15：大宮駅東口 → 氷川参道 → 堀の内橋 → 西中野 → 高井 → 導守 → 寿能住宅 → 大宮サッカー場 → 氷川参道 → 大宮駅東口（導守循環〈西中野先回り〉、夜運行）
- 大15-2：大宮駅東口 → 氷川参道 → 鹿島橋 → 大和田 → 導守 → 高井 → 西中野 → 堀の内橋 → 氷川参道 → 大宮駅東口（導守中回り循環〈芝川先回り〉、早朝運行、土曜運休）
- 大15-2：大宮駅東口 → 氷川参道 → 堀の内橋 → 西中野 → 高井 → 導守 → 大和田 → 鹿島橋 → 氷川参道 → 大宮駅東口（導守中回り循環〈西中野先回り〉、深夜運行）
- 大15-3：大宮駅東口 → 氷川参道 → 大宮サッカー場前 → 寿能住宅 → 導守 → 高井 → 南鳳台住宅 → 南中野 → 西中野 → 堀の内橋 → 氷川参道 → 大宮駅東口（導守南中野循環〈寿能先回り〉、日中運行）
- 大15-3：大宮駅東口 → 氷川参道 → 堀の内橋 → 西中野 → 南中野 → 南鳳台住宅 → 高井 → 導守 → 寿能住宅 → 大宮サッカー場 → 氷川参道 → 大宮駅東口（導守南中野循環〈南中野先回り〉、夕方運行）

大宮駅東口から大宮公園にほど近い寿能町・大和田町地区を循環運行する路線。時間帯により循環方向が変わり、15時台までは導守先回り（時計回り）、16時30分以降（日祝日は15時以降）は西中野先回り（反時計回り）での運行であり、大宮駅のバス乗り場も循環方向によって変わる。本数は、平日・土休日共に朝8時台までと夕方16時以降は1時間に1 - 2本程度、平日日中はほとんど運行がないのに対し、土休日日中は1時間に1本程度の運行が確保されており、土休日のほうが本数が多いのが特徴である。
大15は、導守先回りは朝7時台、西中野先回りは夕方18時以降の運行である。
大15-2は導守中回り循環と称され、さいたま東営業所開設時に大宮の担当路線であった旧・大15-2（大宮駅東口 - 芝川新橋 - 導守 - 大宮車庫）と蓮11-2（廃止）を統合・再編した路線で、大宮駅東口 - 導守間は東武バスウエスト大宮営業事務所の大50（大宮駅東口 - 岩槻駅・宮下・宮ヶ谷塔）と並走しており、早朝の大15（導守循環）が運行される前に芝川先回りが平日2便・土日祭日1便、夜間の導守循環終了後に西中野先回りが土休日1便のみが運行されている。
2016年6月16日より、南中野と南鳳台住宅を経由する大15-3（導守南中野循環）が新設された。8時 - 16時30分が導守先回り、16時30分 - 18時が西中野先回りであり、8時 - 18時以外は大15が運行される。
大15と大15-3の大宮駅東口 - 堀の内 - 寿能住宅間は、東武バスウエスト大宮営業事務所の大47と並走。
2024年12月1日のダイヤ改正で、大15-2の西中野先回りのみ、平日の運行を取りやめ。

### 東川口駅北口 - 浦和大学入口 - さいたま東営業所線
- 東川02：東川口駅北口 - 大門 - 浦和大学入口 - 浦和学院高校入口 - 浦和東高校（平日朝夕運行）
- 東川81：東川口駅北口 - 大門 - 浦和大学入口 - 浦和学院高校入口 - さぎ山記念公園 - さいたま東営業所

東川口駅発着の全路線の出入庫で、浦和美園駅を経由せずにさいたま東営業所へ向かう。

### 東浦和駅 - 中丸団地 - 緑区役所線
- 東浦03：東浦和駅 - イーストシティ北 - 中丸団地中央 - 中丸第二公園 - 緑区役所

1999年に開設された国際興業の自主運行コミュニティバス路線で、バス空白地帯であった井沼方団地・中丸団地と東浦和駅を結ぶ。開設されてから長い間緑区役所入口バス停に近いプラザイースト南を終点としていたが、2014年3月16日のダイヤ改正で緑区役所へと延伸された。
2022年11月10日、都市計画道路中尾2号線の一部開通に伴って中丸団地北 - 中丸南間の経路を変更し、中丸公園停留所を廃止して中丸桑原堂停留所を新設した。

### 東大宮駅 - ファミリータウン - アーバンみらい線

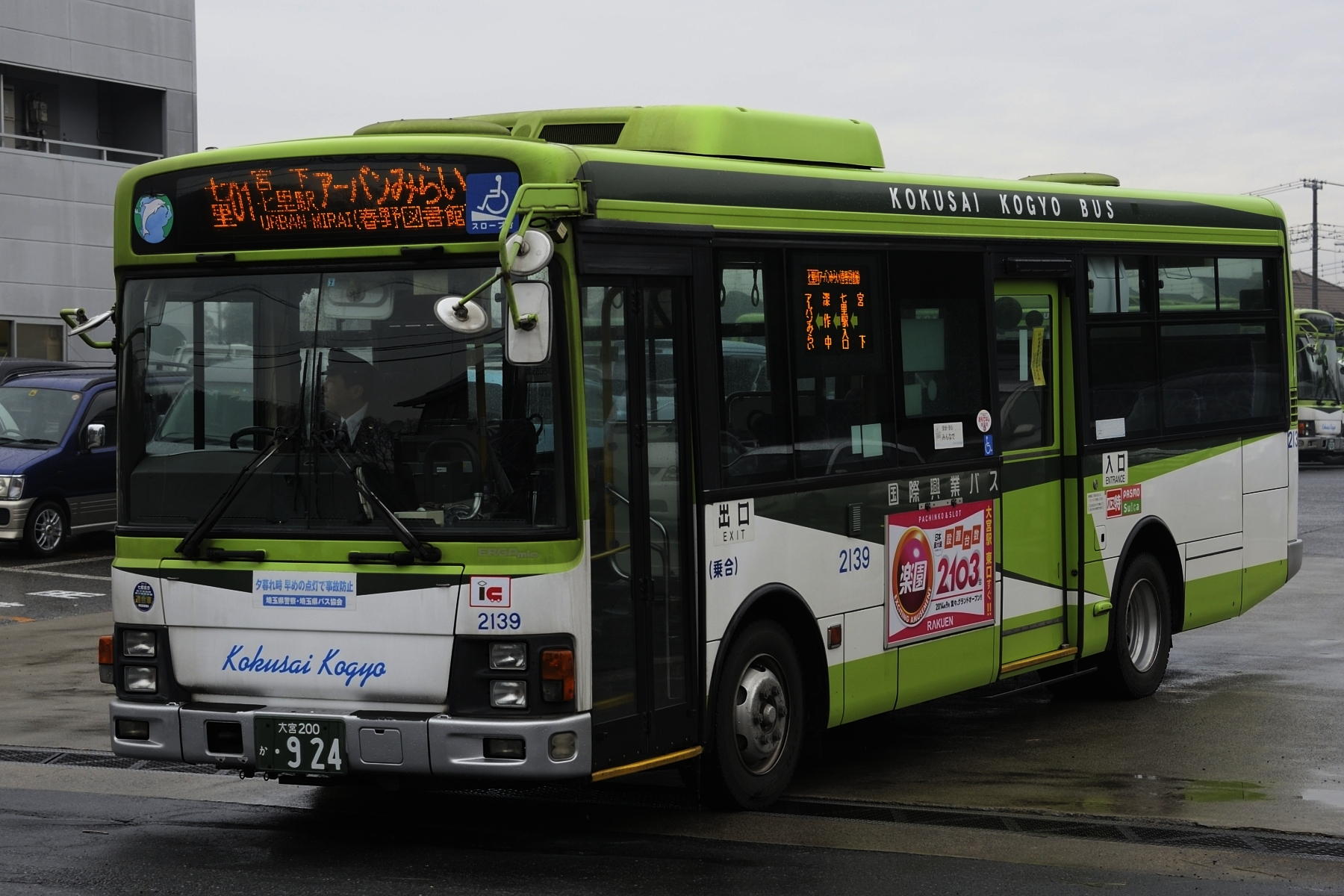
七里01 (2139)

- 東大01：東大宮駅 - 東大宮六丁目 - 春岡三丁目 - 深作中 - アーバンみらい
- 東大02：東大宮駅 → 東大宮六丁目 → 春岡三丁目 → 深作中 → アーバンみらい → ファミリータウン西 → 東大宮六丁目 → 東大宮駅（アーバンみらい先回り、午前運行）
- 東大02：東大宮駅 → 東大宮六丁目 → ファミリータウン西 → アーバンみらい → 深作中 → 春岡三丁目 → 東大宮六丁目 → 東大宮駅（ファミリータウン先回り、午後運行）
- 東大02-2：東大宮駅 - 東大宮六丁目 - ファミリータウン西 - アーバンみらい - 深作中
- 東大81：東大宮駅 - 東大宮六丁目 - ファミリータウン西 - アーバンみらい - 深作中 - 七里駅入口 - 風渡野 - 大宮東高校入口 - 膝子 - さいたま東営業所
- 七里01：さいたま東営業所 - 膝子 - 大宮東高校入口 - 風渡野 - 七里駅入口 - 深作中 - アーバンみらい
- 大14：大宮駅東口 → 氷川参道 → 芝川新橋 → 大和田駅入口 → 東大宮駅 → 東大宮六丁目 → ファミリータウン西 → アーバンみらい → 深作中（深夜バス）

東大宮駅東口から東進し出戸橋通りへ折れ、ファミリータウン・アーバンみらいを循環運行する路線と、深作中を終点とする路線、および深作中以遠で七里駅入口を経由してさいたま東営業所へ向かう路線。2018年3月までの東大宮駅発着路線は午前運行便に限って前乗り申告制先払い方式が採用されていたが、2018年4月1日より東大宮駅発着の全路線において後乗り後払い方式に統一された。同日は丸ヶ崎火の見下 - 深作中間において、経路としていた国道16号東大宮バイパスの運行を廃止して、その南側の春岡地区を経由するよう経路が変更された。東大81・七里01は出入庫便として運転され、本数は少ない。
大14は、かつて運行されていた大13（大宮駅東口 - 西中野 - 東大宮駅）と同じ経路を運行し、東大宮駅から東大02-2と同じくアーバンみらい地区を右回りして深作中を終点とする深夜バスで、大14以外にも東大02・東大81において深夜バスを運行している。

### 東大宮駅 - 見沼区役所 - 大和田駅線

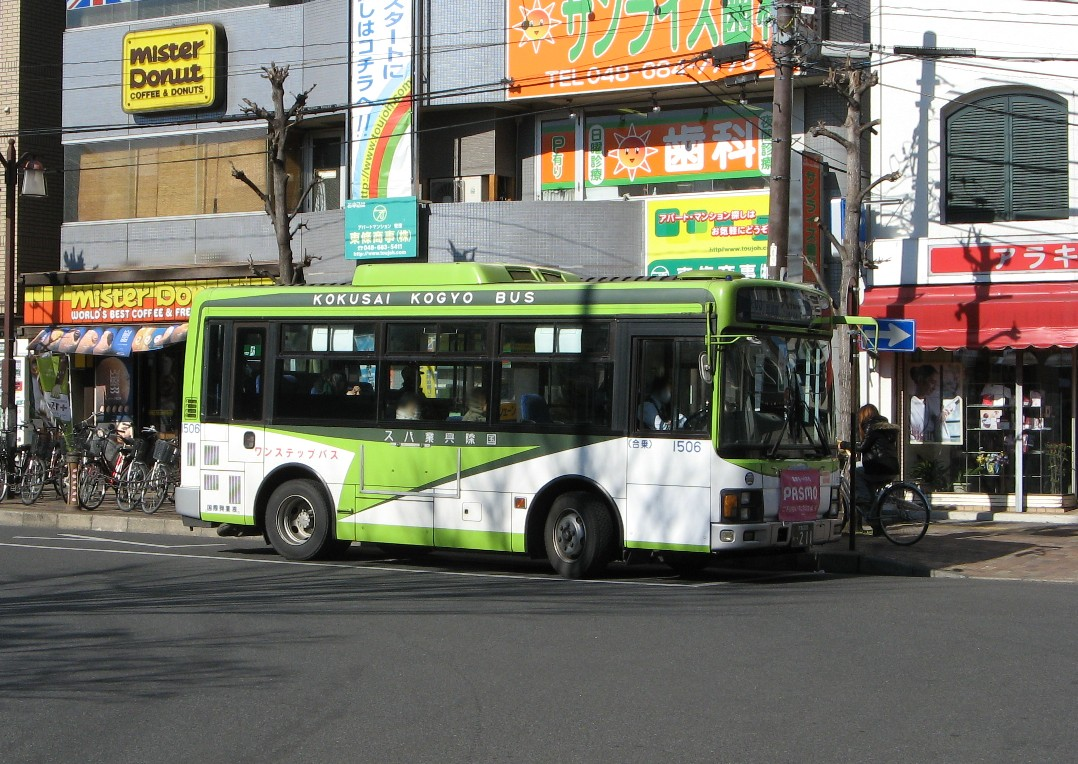
東大03 (1506) 。現在は日野・リエッセが用いられている。

- 東大03：東大宮駅 - 東大宮七丁目 - 堀崎町団地 - 見沼区役所 - 大和田駅

2001年に新設され、当初は大宮武道館（現在は見沼区役所停留所に名称変更）までの運行であったが、後に大和田駅まで延伸された。住宅地の狭い道路を通るため、他路線とは異なる小型車で運行している。

### 北浦和駅東口 - 領家二丁目 - 与野駅東口 - さいたま新都心駅東口線
- 北浦50：北浦和駅東口 - 本太中学校 - 領家二丁目 - 上木崎 - 浦和西高校入口 - 与野駅東口 - さいたま新都心駅東口（朝夕運行）
- 北浦50-2：北浦和駅東口 → 本太中学校 → 領家二丁目 → 上木崎（夜間運行）
- 北浦50-3：北浦和ターミナルビル - 本太中学校 - 領家二丁目 - 上木崎 - 浦和西高校入口 - 与野駅東口 - さいたま新都心駅東口（日中運行）
- 北浦55：北浦和駅東口 - 本太中学校 - 領家二丁目（朝夕運行）

北浦和駅東口から領家・上木崎・与野駅東口を経由してさいたま新都心駅東口へ向かう路線。浦51-3（西浦和担当）同様、10時 - 15時台は北浦和ターミナルビル発着（北浦50-3）となり、北浦和駅東口ロータリーには乗り入れない。2013年9月20日のダイヤ改正でさいたま新都心駅まで延伸された。かつては前乗り申告制先払い方式が採用されていたが、2015年1月16日より後乗り後払い方式となった。

### 岩槻駅 - 目白大学 - 浦和美園駅・東川口駅北口線
- 岩11：岩槻駅 - 岩槻高校入口 - 浮谷 - 笹久保 - 尾ヶ崎 - 釣上 - 東川口駅北口（目白大学・浦和美園駅非経由）
- 岩11-2：東川口駅北口 → 釣上 → 尾ヶ崎 → 笹久保 → 目白大学 → 浮谷 → 岩槻高校入口 → 岩槻駅（浦和美園駅非経由、平日朝1便のみ）
- 岩11-3：東川口駅北口 → イオン浦和美園ショッピングセンター → 浦和美園駅 → 尾ヶ崎 → 笹久保 → 目白大学 → 浮谷 → 岩槻高校入口 → 岩槻駅
- 岩11-3S：岩槻駅 → 岩槻高校入口 → 浮谷 → 目白大学 → 笹久保 → 尾ヶ崎 → 浦和美園駅 → 東川口駅北口（イオン浦和美園ショッピングセンター非経由）
- 岩80：岩槻駅 - 岩槻高校入口 - 浮谷 - 南部公民館 - 浦和東高校
- 東川90：東川口駅北口 - 釣上 - 尾ヶ崎 - 笹久保 - 南部公民館 - 浦和東高校

東日本旅客鉄道（JR東日本）武蔵野線東川口駅北口と東武野田線（東武アーバンパークライン）岩槻駅（東口）を埼玉県道324号蒲生岩槻線経由で結ぶ路線で、2006年4月21日の改正までは鳩ヶ谷営業所の管轄であった。2006年4月21日にイオン浦和美園ショッピングセンター（現・イオンモール浦和美園）がオープンすると、ほぼ全便がイオン経由へ経路変更を実施した。本数が激減した釣上経由の代替として、浦和美園駅を経由する岩11-3が新設されている。2007年8月9日より、利用実態に合わせて出入庫便を全便浦和東高校発着とした。
2013年9月20日のダイヤ改正で、岩槻駅 - 浦和美園駅間を目白大学のみ停車する快速バス・岩101が新設されたが、2019年3月16日のダイヤ改正で廃止された。2013年11月1日より、岩11-3の東川口駅方向はイオン非経由となり、浦02と同様に、公式ホームページの時刻表では「岩11-3S」と表記されている。

### 大宮競輪輸送
- 大100：大宮駅東口 - 大宮競輪場

開催日のみ運行の直通バス。系統番号が付与されているものの、実態は貸切・契約輸送である。したがって、路線案内や運行系統図には掲載されない。

### しらこばと水上公園輸送
- 美100：浦和美園駅 - しらこばと水上公園（夏季のみ運行）

毎年夏に運行される、しらこばと水上公園への直通バス。同公園は越谷市（所在地）・さいたま市岩槻区にまたがっている。運賃は200円。

### Jリーグ輸送
浦和レッズ主催試合・天皇杯など、JFA主催試合の際は臨時でサッカー場輸送を行う。
- J01：浦和駅 - 駒場スタジアム
- J03：浦和駅 - 埼玉スタジアム2002
- J06：浦和美園駅 → 埼玉スタジアム2002北門（往路のみ）

いずれも、サッカー開催時のみ運行される直通バス。J03は、スタジアム方面が浦和駅東口パルコ横から乗車し、西口の伊勢丹前での降車となる。運賃は400円（片道）。J06は浦和美園から片道のみ運行する。運賃は100円。
2005年3月30日に埼玉スタジアム2002でサッカー日本代表とサッカーバーレーン代表とのW杯最終予選が行われる際には、シャトルバスの無料化が行われ、運賃を埼玉高速鉄道が負担した。

### 深夜急行バス「ミッドナイトアロー」
- 上尾・鴻巣線：大宮駅東口 → 宮原駅入口 → 上尾駅東口 → 北上尾駅入口 → 桶川駅入口 → 二ツ家 → 北本駅入口 → 鴻巣駅東口
- 蓮田・久喜線：大宮駅東口 → 東大宮駅西口 → 蓮田駅西口 → 蓮田西新宿 → 白岡駅西口 → 白岡ニュータウン入口 → 新白岡駅東口 → 久喜駅西口

上尾・鴻巣線は2003年3月18日に、蓮田・久喜線は2005年2月24日に開業した。両路線とも新型コロナウイルスの影響で2020年4月14日より長期運休中。

### さいたま市コミュニティバス
見沼区コミュニティバスと南区コミュニティバスの2路線を受託。詳しくはさいたま市コミュニティバスを参照。

## 廃止・移管路線

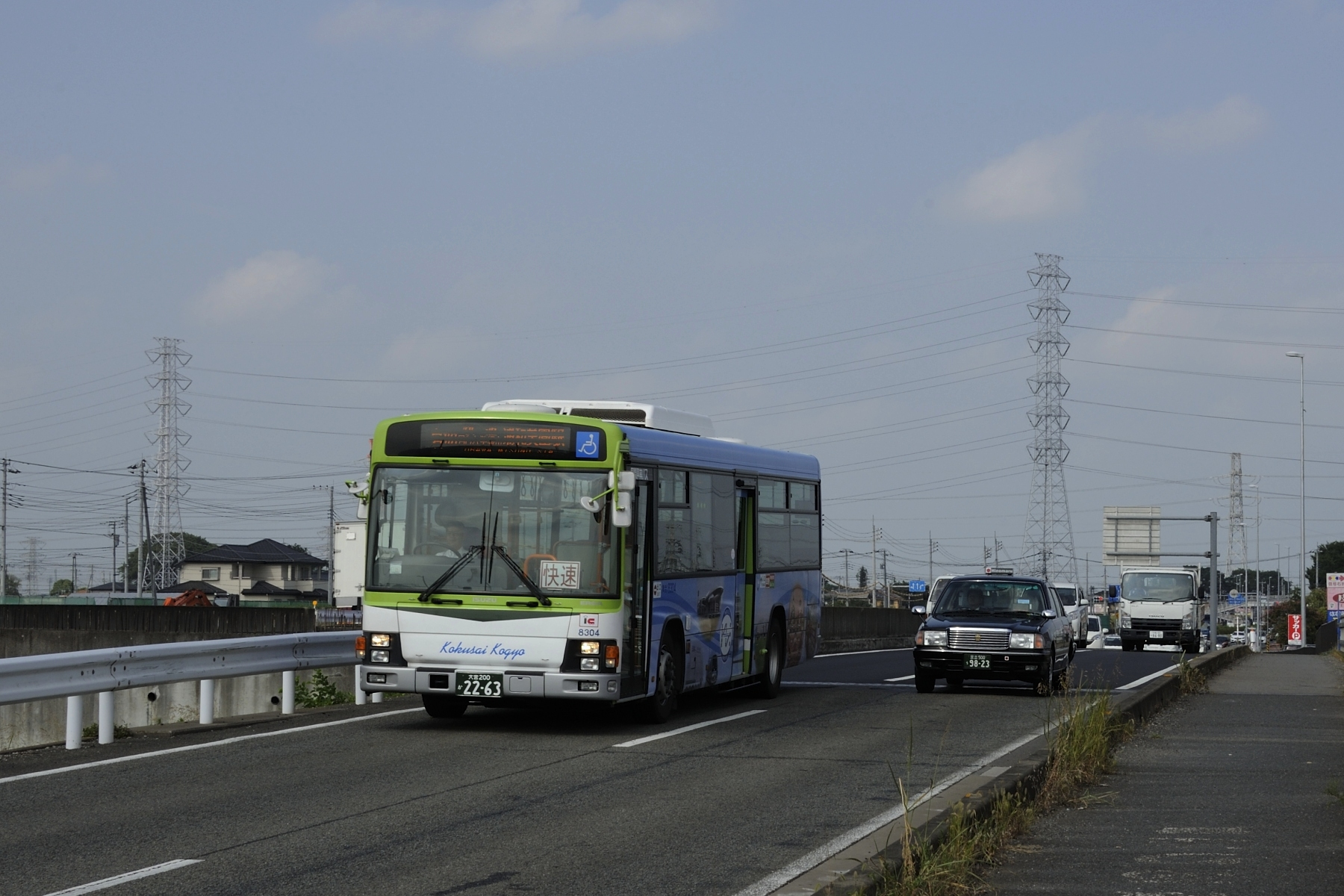
バイパス釣上付近を走行する快速バス・岩101 (8304)

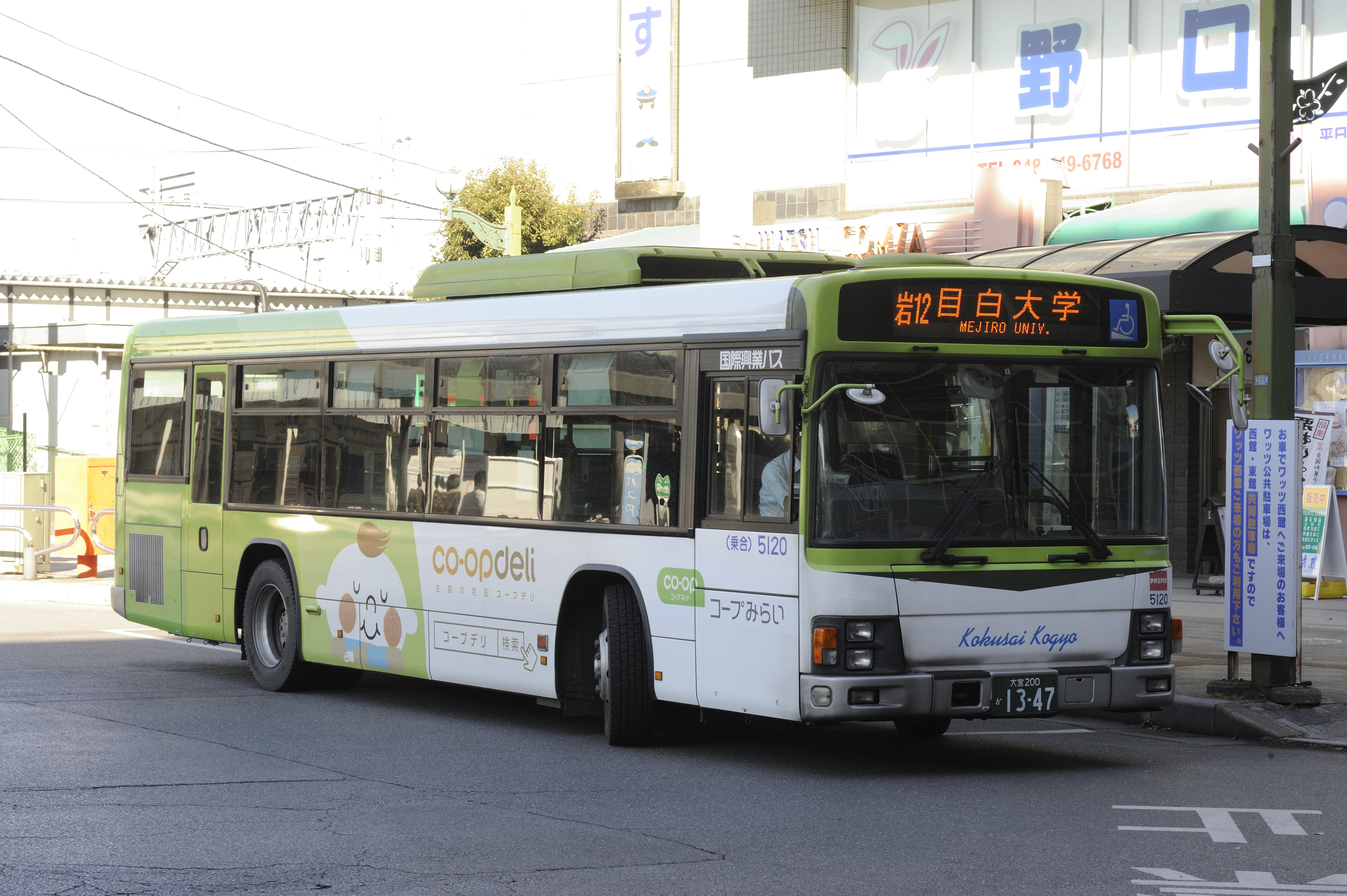
岩槻駅にて発車を待つ岩12 (5120)

- 浦02（初代）：浦和駅西口 - 原山 - 花月 - 尾間木 - 大崎園芸植物園 - 武蔵野学院入口 - 大門 - 中野田 - さぎ山記念公園
- 浦02（二代）：浦和駅西口 - 原山 - 花月 - 尾間木 - 大崎園芸植物園 - 武蔵野学院入口 - 大門 - 浦和美園駅 - 浦和学院高校入口 - さいたま東営業所
- 浦02（三代）：浦和駅西口 - 原山 - 花月 - 尾間木 - 大崎園芸植物園 - イオン浦和美園ショッピングセンター - 浦和美園駅 - 浦和大学入口 - 浦和学院高校入口 - さいたま東営業所
- 浦02（四代）：浦和駅東口 - 原山 - 花月 - 尾間木 - 大崎園芸植物園 - 浦和美園駅 - 浦和大学入口 - 浦和学院高校入口 - さいたま東営業所

2001年3月28日の埼玉高速鉄道開業によって2代目へ、2006年4月21日にイオン浦和美園ショッピングセンターが開業したことで3代目へそれぞれ変更されたが、近隣道路の渋滞による遅延を防止するため、2007年4月9日のダイヤ改正で土曜・日祭日の浦和駅方面はイオンを経由しない4代目へ変更された。2008年3月30日に浦和駅新道の開通によって5代目へ変更、2013年11月1日のダイヤ改正で浦02-2が系統番号変更によって枝番が外れたため、浦和美園駅 - さいたま東営業所間が事実上短縮された。
- 浦02-2（初代）：浦和駅西口 - 原山 - 花月 - 尾間木 - 大崎園芸植物園 - 武蔵野学園入口 - 大門上 - 浦和美園駅
- 浦02-2（二代）：浦和駅西口 - 原山 - 花月 - 尾間木 - 大崎園芸植物園 - イオン浦和美園ショッピングセンター - 浦和美園駅
- 浦02-2（三代）：浦和駅西口 - 原山 - 花月 - 尾間木 - 大崎園芸植物園 - イオン浦和美園ショッピングセンター - 浦和美園駅（平日運行）
- 浦02-2（三代）：浦和駅西口 - 原山 - 花月 - 尾間木 - 大崎園芸植物園 - 浦和美園駅（土曜・日祭日運行）
- 浦02-2（四代）：浦和駅東口 - 原山 - 花月 - 尾間木 - 大崎園芸植物園 - イオン浦和美園ショッピングセンター - 浦和美園駅（平日運行）
- 浦02-2（四代）：浦和駅東口 - 原山 - 花月 - 尾間木 - 大崎園芸植物園 - 浦和美園駅（土曜・日祭日運行）

2006年4月21日にイオン浦和美園ショッピングセンターが開業したため2代目へ代替されたが、近隣道路の渋滞による遅延を防止するため、2007年4月9日のダイヤ改正で土曜・日祭日の浦和駅方面はイオンを経由しない3代目へ変更された。2008年3月30日に浦和駅新道の開通によって4代目へ変更、2013年11月1日のダイヤ改正で4代目の枝番が外れ、現在は5代・浦02として運行している。
- 浦02-3（初代）：浦和駅西口 - 原山 - 花月 - 尾間木 - 大崎園芸植物園 - イオン浦和美園ショッピングセンター - 浦和美園駅 - 埼玉スタジアム（平日運行）
- 浦02-3（二代）：浦和駅東口 - 原山 - 花月 - 尾間木 - 大崎園芸植物園 - イオン浦和美園ショッピングセンター - 浦和美園駅 - 埼玉スタジアム（平日運行）

2002年のワールドカップ開催に合わせて2001年10月9日に初代が新設された。2008年3月30日に浦和駅新道の開通によって2代目へ変更したが、2013年11月1日に廃止された。最末期は廃止前にもかかわらず時刻表からも削除され、まったく運行されていなかった。
- 浦51：浦和駅東口 - 太田窪 - 原山 - 駒場運動公園入口 - 総合グランド - 北浦和駅東口
- 浦51-2：浦和駅東口 - 太田窪 - 原山 - 駒場運動公園入口 - 中尾陸橋 - 朝日坂上 - 浦和東高校入口 - さいたま東営業所
- 浦51-3：浦和駅東口 - 太田窪 - 原山 - 駒場運動公園入口 - 総合グランド - 北浦和駅東口ターミナルビル

2011年9月1日に浦51・51-3が西浦和営業所へ移管され、出入庫の浦51-2は必要性が無くなり廃止された。
- 浦101：浦和駅西口 - 市民会館入口 - 原山 - 花月 - 尾間木 - 大崎園芸植物園 - 武蔵野学園入口 - 大門上 - 浦和美園駅

2008年3月30日に越谷街道方面の路線が全て浦和駅東口発着に変更されたが、さいたま市からの補助で2009年5月31日から2012年9月30日までの期間限定で1日5便が運行されていた。2012年10月1日の浦和駅構内東西自由通路完成によって使命を終えた。
- 大01（初代）：大宮駅東口 - 氷川参道 - 堀の内橋 - 日大前 - 片柳支所 - 上山 - 染谷新道 - 野田宝永 - 浦和大学入口 - 大門 - 美園支所 - 東川口駅北口

2000年10月16日の大宮営業所閉鎖と同時に廃止されたが、2001年3月28日の埼玉高速鉄道開業の際に浦和美園駅発着として復活。
- 大05：大宮駅東口 → 氷川参道 → 堀の内橋 → 日大前

重複路線の多さから、2014年3月16日に日大前始発の片道運行へ変更、日大前行きは大10へ振り替える形で消滅した。
- 大06：大宮駅東口 - 上落合九丁目 - 与野駅入口 - 北浦和駅西口 - 六間道路 - 県庁前 - 浦和駅西口
- 大06-2：大宮駅東口 - 上落合九丁目 - 与野駅入口 - 北浦和駅西口
- 大06-3：大宮駅東口 - 上落合九丁目 - 大宮日赤病院 - 与野駅入口 - 北浦和駅西口 - 六間道路 - 県庁前 - 浦和駅西口

大宮駅から国道17号を経由して浦和・北浦和両駅を結ぶ路線で、日赤病院非経由北浦和駅折返しは大06-2、日赤病院・北浦和駅経由浦和駅方面は大06-3と分類されていた。1998年7月16日に大06・06-3が、同年11月16日に大06-2が廃止された。
- 大07（初代）：大宮駅東口 - 上落合九丁目 - 八幡通り - 小村田 - 与野本町駅 - 与野駅西口
- 大07（二代）：大宮駅東口 - 上落合九丁目 - 大宮日赤病院 - さいたま新都心駅
- 大07（三代）：大宮駅東口 - 上落合九丁目 - さいたま赤十字病院

大宮駅から日赤病院方面へ向かう路線だが、2000年4月1日のさいたま新都心駅開業によって2代目へ変更された。2003年9月1日に再びさいたま赤十字病院（旧・大宮日赤病院）へ短縮された後、2008年3月30日に廃止された。
- 大07-2：大宮駅東口 - 上落合九丁目 - 大宮日赤病院 - 八幡通り - 小村田 - 与野稲荷 - 与野駅西口

並行する大06・09と同様、日赤病院（現・さいたま赤十字病院）を経由する路線に枝番が付いていた。1996年に廃止された。
- 大08（初代）：大宮駅東口 → 上落合 → 小村田 → 円阿弥 → 三ツ又 → 与野高校 → 小村田 → 大宮駅東口

通称・与野高校循環で平日朝の片方向のみ運行していたが、1998年11月16日に廃止された。
- 大09：大宮駅東口 - 上落合九丁目 - 八幡通り - 小村田 - 鈴谷 - 二度栗山 - 北浦和駅西口
- 大09-2：大宮駅東口 - 上落合九丁目 - 大宮日赤病院 - 八幡通り - 小村田 - 鈴谷 - 二度栗山 - 北浦和駅西口

大06が北浦和駅まで短絡経路で結んでいたが、こちらは小村田経由で運行していた。2000年4月1日のさいたま新都心駅開業に伴い、新都01・02へ代替廃止された。
- 大11（初代）：大宮駅東口 - 上落合九丁目 - 大宮日赤病院 - 八幡通り - 小村田 - 陣屋 - 埼玉大学 - 下大久保 - 宗岡蓮田 - いろは橋 - 志木市役所 - 志木駅

現在の志03-3の前身である長距離路線で、大宮駅発着路線の再編によって与野本町駅発着の与本03へ短縮された。
- 大13：大宮駅東口 - 氷川参道 - 堀の内橋 - 日大前 - 西中野 - 高井 - 導守 - 紅葉ヶ丘 - 東大宮駅
- 岩12：岩槻駅 - 岩槻高校入口 - 浮谷 - 目白大学

岩槻駅から目白大学への通学路線で、2023年2月7日の休校日ダイヤ移行で運休となり、同年4月1日に廃止された。
- 岩80：岩槻駅 - 岩槻高校入口 - 浮谷 - 南部公民館 - 浦和東高校 - さいたま東営業所
- 岩80-2（初代）：岩槻駅 - 岩槻高校入口 - 浮谷 - 目白大学 - 南部公民館 - 浦和東高校 - さいたま東営業所

岩槻駅からの出入庫路線で枝番は目白大学を経由する。2007年8月9日に利用形態に合わせ、浦和東高校発着へ短縮された。
- 岩80-2（二代）：岩槻駅 - 岩槻高校入口 - 浮谷 - 目白大学 - 南部公民館 - 浦和東高校（土曜・休日運休）

2023年2月7日の休校日ダイヤ移行で運休となり、同年4月1日に廃止された。
- 岩101：岩槻駅 - 目白大学 - 浦和美園駅

2013年9月20日に新設された快速バスで、岩槻駅 - 浦和美園駅間を目白大学のみ停車していた。2019年3月16日のダイヤ改正で廃止された。
- 北浦90：北浦和駅東口 - 総合グランド - 駒場運動公園入口 - 中尾陸橋 - 松ノ木東公園 - さいたま東営業所

浦51の北浦和側の出入庫系統だったが、2011年9月1日に浦51・51-3が西浦和営業所へ移管されたことで必要性が無くなり、浦51-2とともに廃止された。
- 東浦05：東浦和駅 - イーストシティ北 - 中丸団地中央 - 緑区役所 - JA埼玉三室前 - 市立病院 - 南台
- 東浦05-2：東浦和駅 - イーストシティ北 - 中丸団地中央 - 緑区役所 - JA埼玉三室前 - 市立病院 - 南台 - 上山 - 染谷新道 - 野田宝永 - さいたま東営業所

2003年4月のさいたま市政令指定都市移行の際に区役所・公共施設への路線として新設されたもので、いずれも平日毎時1便程運転されていたが、2015年4月16日に廃止された。
- 東大01：東大宮駅 - 東大宮六丁目 - 深作中 - アーバンみらい
- 東大02：東大宮駅 → 東大宮六丁目 → 深作中 → アーバンみらい → ファミリータウン西 → 東大宮六丁目 → 東大宮駅（アーバンみらい先回り、午前運行）
- 東大02：東大宮駅 → 東大宮六丁目 → ファミリータウン西 → アーバンみらい → 深作中 → 東大宮六丁目 → 東大宮駅（ファミリータウン先回り、午後運行）

2018年4月1日、国道16号線（東大宮バイパス）経由から春岡地区経由へ経路変更された。
- 東大80：東大宮駅 - 紅葉ヶ丘 - 導守 - 高井

東大宮駅からの出入庫だったが、2000年10月16日のさいたま東営業所開設によって経路変更された。早朝の高井発と夜間の東大宮駅発のみ運行していたが、2008年3月30日に廃止され、現在は大14が深夜バスとして運行している。
- 蓮11（初代）：岩槻駅 - 名店街 - 西町五丁目 - 岩槻警察署 - 前原上 - 下馬込 - 蓮田駅

2017年4月1日に岩槻駅西口発着へ変更され、岩槻駅 - 西町五丁目間の停留所が廃止された。
- 蓮11（二代）：岩槻駅西口 - 西町五丁目 - 岩槻警察署 - 前原上 - 下馬込 - 蓮田駅 - 小児医療センター

2017年1月1日の蓮12（二代）廃止後も蓮田駅および小児医療センターへのアクセス路線として残存していたが、小児医療センターの移転後も診療を続けていた附属岩槻診療所が2018年3月31日で閉院されたため、三代・蓮11および蓮12に代替廃止された。
- 蓮11（三代）：岩槻駅西口 - 西町五丁目 - 岩槻警察署 - 前原上 - 上馬込 - 蓮田駅 - 蓮田よつば病院
- 蓮12（初代）：岩槻駅 - 岩槻警察署 - 前原上 - 下馬込 - 人間総合科学大学 - 蓮田駅 - 人間総合科学大学 - 小児医療センター
- 蓮12（二代）：蓮田駅 - 小児医療センター

2005年12月に人間総合科学大学へのアクセスを目的に初代が新設された。岩槻・蓮田両駅から大学へのアクセスを図るために蓮田駅 - 人間総合科学大学間を往復していたが、2014年3月15日に廃止された。その後、2015年4月16日に2代目が新設されたが、小児医療センターの移転によって2017年1月1日に廃止された。
- 蓮12（三代）：岩槻駅西口 - 西町五丁目 - 岩槻警察署 - 前原上 - 上馬込 - 蓮田駅

岩槻駅西口から北西へ進んで蓮田駅を経由し、蓮田よつば病院（バス停のかつての名称は「小児医療センター」）までを結ぶ、国際興業の一般路線で最北端の路線であった。昭和30年代には蓮田駅から岩槻駅・日光御成街道・鳩ヶ谷を経て都内まで乗り入れる長距離路線であったが、昭和40年代前半に岩槻以南が廃止され、長らくこの状態が続いたが、旧・大14（大宮駅東口 - 東大宮駅 - 小児医療センター）が大13（大宮駅東口 - 西中野 - 東大宮駅）に経路変更・短縮されたため、旧・小児医療センターへのアクセスを確保するためにこの形になる。しかし全体の利用者が少ないことから、2015年4月16日のダイヤ改正で蓮11は日中（おおむね10時 - 15時台）の運行を取りやめることになった。ただし、蓮田駅 - （旧）小児医療センター間に限っては日中でも一定の需要があるため、この区間便として蓮12が新設（正確には2014年3月15日まで使用されていた系統番号の復活）されることになった。

その後、小児医療センターがさいたま新都心へ移転したことに伴い、2016年12月31日に蓮12（蓮田駅 - 小児医療センター）が廃止された。なお、小児医療センターは2017年1月10日に旧センター跡地に附属岩槻診療所を開院したが、停留所名称の変更は実施されなかった。2017年4月1日には、岩槻駅西口ロータリーの開業により、発着地を岩槻駅（東口）から岩槻駅西口に変更し、岩槻駅 - 西町五丁目間を東武野田線（東武アーバンパークライン）の踏切を渡らない経路に変更され、「丹過町」「名店街」停留所が廃止、「駅前通り」停留所は非経由化された。2018年4月1日のダイヤ改正で、附属岩槻診療所が3月31日をもって閉院するのに合わせ、小児医療センター停留所を近隣に所在する病院にちなみ「蓮田よつば病院」停留所に改称、蓮12が新設された。

2024年3月31日をもって、蓮11・蓮12ともに路線が廃止された。これにより国際興業バスは蓮田市内からの路線撤退になった。翌4月1日からは、さいたま市が岩槻タクシーに運行を委託し、蓮11・蓮12同区間・同停留所をもって定時運行・定額制乗合タクシーであるさいたま市乗合タクシーとして運行する岩槻区河合地区乗合タクシー「おりづる号」（運賃300円。ワゴン型9人乗り車両）の実証運行によって事実上の代替を行っている。これにあたり、「蓮田よつば病院」停留所は病院の道路向かい（旧埼玉県立小児医療センター跡地）に5月27日開設された埼玉県警運転免許センターの附属施設である「岩槻高齢者講習センター」に改称された。

## 国際興業バス浦和営業所（2000年4月1日当時）
浦和営業所は東都乗合自動車（東都乗合自動車については国際興業バス#沿革を参照）から引き継いだ営業所で、開設から2度移転した後に浦和市本太に所在した。1989年3月末当時の車両台数は85台で、最寄り停留所である「本太小学校入口」付近にある「本太坂下」交差点から非常に狭隘な路地を入った住宅地の中に所在していた。そのため、対向車とのすれ違いができずに出入庫時が大変危険だった上に、用地拡大が困難だった。このため、2000年10月16日に大宮営業所と統廃合のうえ、浦和市大字上野田（現：さいたま市緑区大字上野田）へ移転した。旧鳩ヶ谷営業所同様、道路を挟んで向かい側にも第2車庫を有していた。その後、両跡地にはマンションが建設された。

### 現有路線
2000年4月1日当時の所管路線は以下のとおり。なお、当時は埼玉高速鉄道線が開業しておらず、開業による再編などで名称変更が実施された停留所は旧称とする。
- 浦01：浦和駅西口 - 原山 - 花月 - 尾間木 - 大崎園芸植物園 - 東川口駅北口
- 浦02：浦和駅西口 - 原山 - 花月 - 尾間木 - 大崎園芸植物園 - さぎ山記念公園
- 浦03：浦和駅西口 - 原山 - 花月 - 尾間木 -  大崎園芸植物園
- 浦04：浦和駅西口 - 大谷口県営住宅 - 明花 - イーストシティ - 東浦和駅
- 浦04-2：浦和駅西口 - 大谷口県営住宅 - 明花 - イーストシティ - 東浦和駅 - 尾間木 - 馬場折返場
- 浦05：浦和駅西口 - 大谷口県営住宅 - 明花
- 浦06：浦和駅西口 - 原山 - 花月 - 東消防署
- 浦07：浦和駅西口 - 明花 - 南浦和駅東口
- 浦08：浦和駅西口 - 駒場運動公園入口 - 浦和パークハイツ - 市立病院 - 南台
- 浦09：浦和駅西口 - 原山 - 花月 - 尾間木 - 明の星学園 - 東浦和駅
- 浦11：浦和駅西口 - 西堀 - 北浦和駅西口
- 浦13：浦和駅西口 - 常盤四丁目 - 道場 - 大久保浄水場
- 浦13-2：浦和駅西口 - 常盤四丁目 - 道場 - 大久保浄水場 - 荒川総合運動公園
- 浦13-3：浦和駅西口 - 浦和市役所 - 道場 - 大久保浄水場
- 浦14：浦和駅西口 - 大戸 - 北浦和駅西口
- 浦50：浦和駅東口 - 二十三夜 - 南浦和駅西口
- 浦51：浦和駅東口 - 太田窪 - 原山 - 駒場運動公園入口 - 総合グランド - 北浦和駅東口
- 浦101：浦和駅西口 - 市内循環（北回り・南回り）
- 北浦03：北浦和駅西口 - 南与野駅北入口 - 鈴谷札の辻 - 山久保 - 埼玉大学
- 南浦50：南浦和駅東口 - 東台 - 円正寺
- 南浦100：南浦和駅東口 - 浦和競馬場
- 東浦01：東浦和駅 - 馬場折返場
- 東浦03：東浦和駅 - プラザイースト南
- 東浦80：東浦和駅 - 浅間下 - 本太小学校入口
- 東川80：東川口駅北口 - 本太小学校入口
- 越11：越谷駅 - 東川口駅北口
- J01：浦和駅西口 - 駒場運動公園
- （系統番号なし）：浦和駅西口 - 車庫前（事実上は入庫時の回送）

### 廃止・移管・短縮路線
- 大06：大宮駅東口 - 北浦和駅西口 - 浦和駅西口（大宮営業所と共同運行）
- 大06-2：大宮駅東口 - 北浦和駅西口（大宮営業所と共同運行）
- 大06-3：大宮駅東口 - 大宮日赤病院 - 北浦和駅西口 - 浦和駅西口（大宮営業所と共同運行）
- 浦01：浦和駅西口 - 原山 - 花月 - 大崎園芸植物園 - 大門 - 東川口駅 - 川口環境センター
- 浦01-2：浦和駅西口 - 浦和市役所 - 花月 - 大崎園芸植物園 - 東川口駅北口
- 浦03-2：浦和駅西口 - 浦和市役所 - 花月 - 大崎園芸植物園
- 浦04：浦和駅西口 - 浦和橋 - 駒場 - 領家交番 - 上木崎 - 与野駅東口
- 浦09：浦和駅西口 - 太田窪 - 大谷口県営住宅 - 花月 - 西宿 - 南台
- 浦12：浦和駅西口 - 常盤四丁目 - 南元宿 - 土合道場
- 浦15：浦和駅西口 - 六間道路 - 日向 - 鈴谷 - 二度栗山 - 北浦和駅西口
- 浦16：浦和駅西口 - 浦和橋 - 北浦和駅西口 - 県庁前 - 浦和駅西口（浦和市内循環）
- 浦17：浦和駅西口 - 浦和橋 - 北浦和駅西口 - 二度栗山 - 常盤小学校
- 浦52：浦和駅東口 - 太田窪 - 大谷口県営住宅 - 花月 - 西宿 - 三室
- 浦53：円正寺 → 南浦和駅東口 → 東高砂町 → 浦和駅東口
- 北浦01（初代）：北浦和駅西口 - 六間道路 - 大戸 - 町谷 - 下大久保 - 大久保浄水場
- 北浦01（二代）: 北浦和駅西口 - 鈴谷 - 南与野駅入口 - 町谷 - 下大久保 - 大久保浄水場
- 北浦01（三代）：北浦和駅西口 - 南与野駅北入口 - 埼玉大学 - 下大久保 - 大久保浄水場
- 越11（初代）：浦和駅西口 - 原山 - 花月 - 大崎園芸植物園 - 大門 - 釣上 - 神明下 - 越谷駅 - 越谷市役所
- 越11（二代）：浦和駅西口 - 原山 - 花月 - 大崎園芸植物園 - 大門 - 釣上 - 神明下 - 越谷駅
- 越12（初代）：越谷市役所 - 越谷駅 - 神明下 - 釣上 - 美園引返場
- 越12（二代）：越谷市役所 - 越谷駅 - 神明下 - 釣上 - 東川口駅
- 東川01：東川口駅 - 川口環境センター（鳩ヶ谷営業所と共同運行）
- 鳩03：浦和駅西口 - 原山 - 花月 - 尾間木 - 東浦和駅 - 鳩ヶ谷（鳩ヶ谷営業所と共同運行）

## 国際興業バス大宮営業所（2000年4月1日当時）
1959年に国際興業と合併した太平バスから引き継いだ営業所で、1965年に大宮市堀の内町へ移転した。大宮は旧浦和市地域、旧与野市地域、旧岩槻市地域、蓮田市、川口市、太平バスの営業区域だった旧大宮市の大宮駅東側を営業区域としていた。1989年3月末当時の大宮の車両台数は73台。車庫面積が手狭であったために、2000年10月16日に浦和営業所と統廃合のうえ浦和市（当時）大字上野田へ移転した。跡地には倉庫が建設された。

### 現有路線
2000年4月1日当時の所管路線は以下のとおり。なお、当時は埼玉高速鉄道線が開業しておらず、開業による再編などで名称変更が実施された停留所は旧称とする。
- 大01：大宮駅東口 - 堀の内橋 - 東川口駅北口
- 大02：大宮駅東口 - 堀の内橋 - 中野田引返場
- 大02-2：大宮駅東口 - 天沼中央通り - 中野田引返場
- 大02-3：大宮駅東口 - 堀の内橋 - 浦和東高校
- 大03：大宮駅東口 - 堀の内橋 - 染谷折返場
- 大04：大宮駅東口 - 堀の内橋 - 大谷県営住宅
- 大04-2：大宮駅東口 - 自治医大医療センター - 大谷県営住宅
- 大04-3：大宮駅東口 - 堀の内橋 - 東部リサイクルセンター
- 大05：大宮駅東口 - 日大前
- 大07：大宮駅東口 - 大宮日赤病院 - さいたま新都心駅
- 大10：大宮駅東口 - 日大前 - 東新井団地
- 大11：大宮駅東口 - 自治医大医療センター
- 大12：大宮駅東口 → 芝川新橋 → 中川循環 → 芝川新橋 → 大宮駅東口
- 大12-2：大宮駅東口 → 芝川新橋 → 中川循環 → 芝川新橋
- 大13：大宮駅東口 - 西中野 - 東大宮駅
- 大15：大宮駅東口 - 西中野 - 寿能 - 導守循環
- 大15-2：大宮駅東口 - 西中野 - 導守 - 寿能 - 大宮車庫
- 大80：大宮駅東口 - 大宮車庫
- 大100：大宮駅東口 - 大宮競輪場
- 新都01：さいたま新都心駅 - 北与野駅 - 白鍬電鍵住宅 - 神田 - 陣屋 - 与野本町駅
- 新都01-2：さいたま新都心駅 → 北与野駅 → 白鍬電鍵住宅 → 神田 → 陣屋
- 新都01-3：神田 → 白鍬電鍵住宅 → 北与野駅 → さいたま新都心駅
- 新都02：さいたま新都心駅 - 北与野駅 - 白鍬電鍵住宅
- 東大01：東大宮駅 - アーバンみらい
- 東大02：東大宮駅 - ファミリータウン - アーバンみらい循環
- 東大02-2：東大宮駅 - アーバンみらい - 深作中
- 与02：与野駅西口 - 与野本町駅 - 白鍬電建住宅
- 北浦04：北浦和駅西口 - 白鍬電建住宅
- 北浦05：北浦和駅西口 - 白鍬電建住宅 - 与野駅西口
- 北浦50：北浦和駅東口 - 上木崎 - 与野駅東口
- 蓮11：岩槻駅 - 蓮田駅 - 小児医療センター
- 蓮11-2：岩槻駅 - 蓮田駅 - 小児医療センター - 東大宮駅 - 芝川 - 大宮車庫
- 蓮11-3：岩槻駅 - 蓮田駅 - 小児医療センター - 東大宮駅 - 寿能 - 大宮車庫
- 東川02：東川口駅北口 - 浦和東高校

### 廃止・移管路線
- 大03（初代）：大宮駅東口 - 堀の内橋 - 日大前 - 愛弘学院
- 大03（2代）：大宮駅東口 - 堀の内橋 - 日大前 - 南台（終点名のみ改称）
- 大06：大宮駅東口 - 北浦和駅西口 - 浦和駅西口（浦和営業所と共同運行）
- 大06-2：大宮駅東口 - 北浦和駅西口（浦和営業所と共同運行）
- 大06-3：大宮駅東口 - 大宮日赤病院 - 北浦和駅西口 - 浦和駅西口（浦和営業所と共同運行）
- 大07（初代）：大宮駅東口 - 小村田 - 与野本町駅 - 与野駅西口
- 大07（二代）：大宮駅東口 - 大宮日赤病院
- 大07-2：大宮駅東口 - 大宮日赤病院 - 小村田 - 与野本町駅 - 与野駅西口
- 大08：大宮駅東口 - 与野高校循環
- 大09：大宮駅東口 - 鈴谷 - 北浦和駅西口
- 大09-2：大宮駅東口 - 大宮日赤病院 - 鈴谷 - 北浦和駅西口
- 大10（初代）：大宮日赤病院 - 大宮駅東口 - 天沼町 - 導守 - 芝川新橋 - 高鼻二丁目 - 大宮駅東口 - 大宮日赤病院
- 大14（初代）: 大宮駅東口 - 大宮車庫前 - 寿能住宅 - 大和田駅入口 - 東大宮駅 - 出戸橋 - 小児医療センター
- 大14（2代）：大宮駅東口 - 天沼町 - 西中野 - 導守 - 大和田駅入口 - 東大宮駅 - 出戸橋 - 小児医療センター
- 大16：大宮日赤病院 - 大宮駅東口 - 日大前
- 大80：大宮駅東口 - 東町一丁目 - 堀の内 - 大宮車庫前
- 北浦06：北浦和駅西口 - 志木駅北口（川越営業所志木分車庫→西浦和営業所と共同運行）
- 東大01：東大宮駅 - 芝浦工業大学
- 東大02：東大宮駅 - 深作 - 風渡野 - 七里駅入口 - 岩槻駅
- 東大03：東大宮駅 - 深作 - 風渡野 - 七里駅入口 - 鷺山 - 中野田引返場
- 高速バス「やまと号」：大宮 - 奈良（奈良交通と共同運行。下記サテライト号の休止に伴い大阪へ延伸）
- 高速バス「サテライト号」：大宮 - 大阪（近畿日本鉄道と共同運行）

## 車両

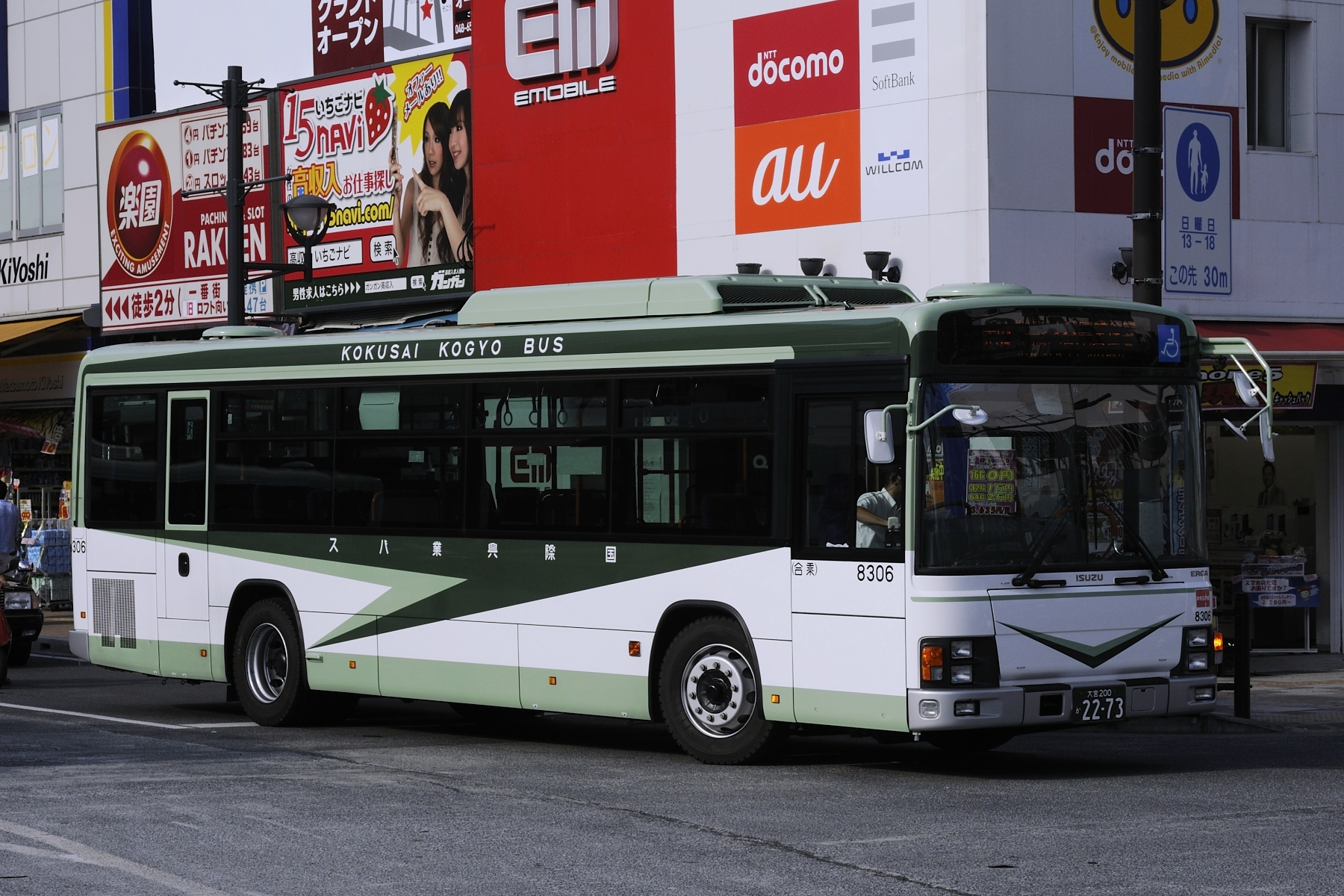
2013年に導入された旧塗装車 (8306)

国際興業バスの営業所の中でも路線網が大規模なため、所属している車両数も多い。一般路線用の大型車や中型車のほか、2人掛けシートが並ぶミッドナイトアロー専用車2台、かつて岩101系統として運用されていた専用ラッピング車1台、小型車も在籍している。ミッドナイトアローは専用車両が充当するが、車両検査や故障などにより、まれに特送兼用車（6200番台）が使用される場合がある。
さいたま市コミュニティバスの運行開始にあたっては、日野・リエッセのCNG車が導入されている。一般塗装のリエッセも導入されているが、そちらは東大03で主に使用されるほか、さいたま市コミュニティバスにも予備車として使用されることがある。
2013年には、新車4台に1997年度（ノンステップバス登場前）まで採用されていた旧塗装の復刻塗装を施され当所に配置された。ただし、「KKK」ロゴマークは再現されていない。
2015年に導入された3001（QDG-LV290N1）は、エルガがフルモデルチェンジされてからの市販第1号車であることから、トミーテックが全国バスコレクションとして1/150スケールと、トミカリミテッドヴィンテージネオとして1/64スケールを、グッドスマイルカンパニーが1/43スケールとしてそれぞれ模型化されている。